# Palazzo Bollani
Palazzo Bollani è un palazzo di Venezia situato nel sestiere di Castello al n. 3647. Affacciato sul rio della Pietà, gode di una vista anche sull'isola di San Giorgio, e si trova a poca distanza da piazza San Marco e dall'Arsenale di Venezia.
Vicino al palazzo sorge la chiesa della Pietà che sostituì l'omonimo oratorio in cui insegnò e suonò per molti anni Antonio Vivaldi (1678–1741).